# خانواده ایرباس ای۳۲۰

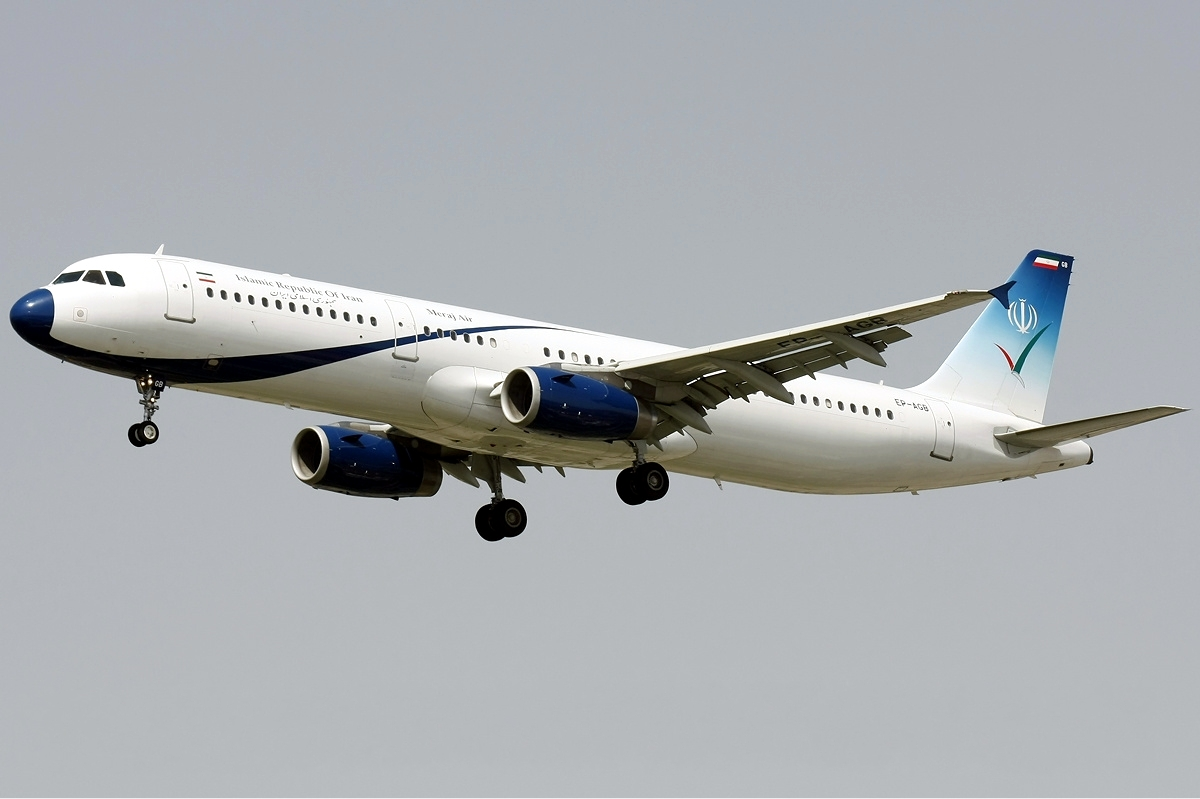
ایرباس ای۳۲۱ تشریفاتی جمهوری اسلامی ایران (هواپیمایی معراج) در فرودگاه مهرآباد

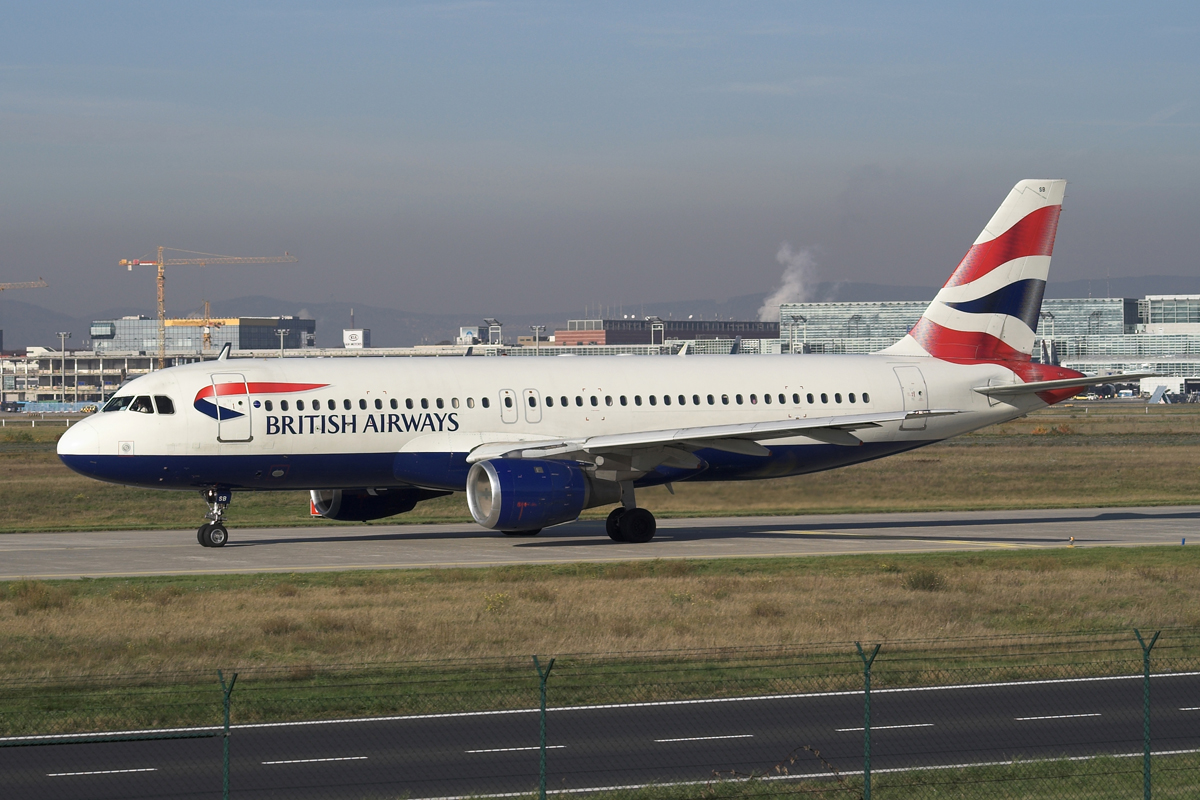
ایرباس ای۳۲۰ شرکت هواپیمایی بریتیش ایرویز

خانواده ایرباس ای۳۲۰ (به انگلیسی: Airbus A320) یک خانواده هواپیمای مسافربری باریک‌پیکر دوموتوره است که توسط شرکت ایرباس اروپا توسعه‌یافته و ساخته می‌شود. توسعه ایرباس ای۳۲۰ از سال ۱۹۸۴ آغاز شد و نخستین بار در ۲۲ فوریه ۱۹۸۷ در تولوز فرانسه به پرواز درآمد و در ژوئیه سال بعد در اختیار شرکت هواپیمایی ایر فرانس قرار گرفت. این هواپیما از گروه هواپیماهای ایرباس سری ای۳۲۰ به‌شمار می‌رود. دیگر هواپیماهای این سری عبارتند از: ایرباس ای۳۱۸، ایرباس ای۳۱۹ و ایرباس ای۳۲۱. ایرباس در سال ۲۰۱۰ دستهٔ جدیدی از هواپیماهای ای ۳۲۰ را با نام خانواده ایرباس ای۳۲۰نئو معرفی کرد که دارای برتری‌هایی از جمله کاهش مصرف سوخت نسبت به نمونهٔ کنونی می‌باشد. تولید هواپیماهای جدید از سال ۲۰۱۴ آغاز شده‌است. دستهٔ کنونی به‌اختصار سئو نامیده می‌شود. این خانواده از هواپیماها بیشتر از موتورهای سی‌اف‌ام۵۶ سری ۵-ای و ۵-بی نیرو می‌گیرند.

## ای۳۲۰

### مشخصات

ایرباس ای۳۲۰ هواپیمایی آتا در حال فرود در فرودگاه تبریز

این هواپیما از ۲ موتور IAE V2500 ساخت شرکت International Aero Engines در زیر دو بال و با رانش هر کدام ۲۵۰۰۰ پاوند استفاده می‌کند.
- فاصله نوک دو بال: ۳۴٫۱ متر
- طول: ۳۷٫۶ متر
- ارتفاع: ۱۱٫۸ متر
- ظرفیت مسافر: ۱۸۰ نفر
- بیشینه سرعت: ۸۲/۰ ماخ (۸۷۰ کیلومتر بر ساعت)
- محدوده پرواز: ۵۱۸۵

### مدل‌ها
- ای۳۲۰–۱۰۰ مدل ابتدایی این هواپیما بود و تنها ۲۱ فروند از آن تولید شد.

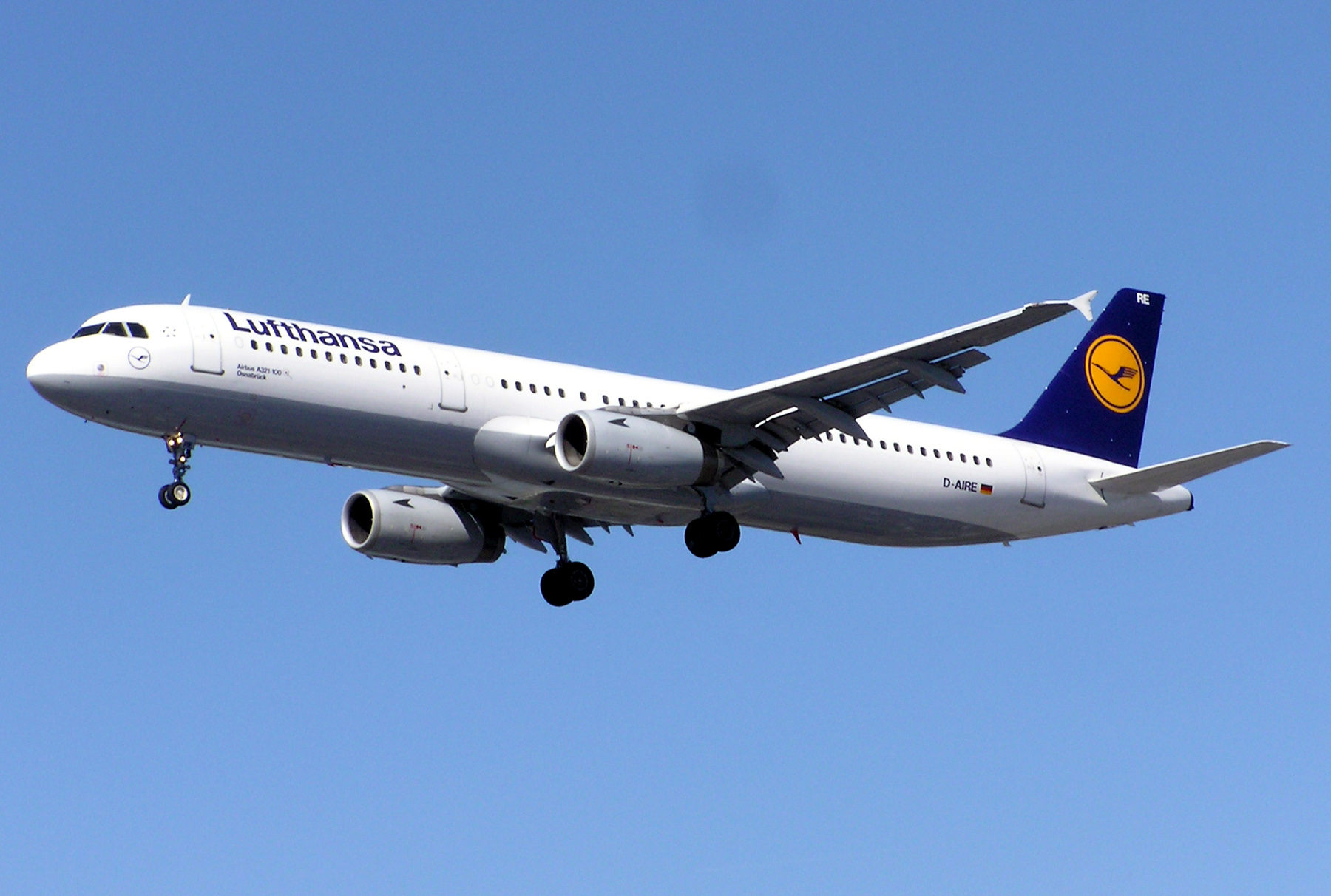
ایرباس ای-۳۲۱ شرکت لوفت‌هانزا

- ای۳۲۰–۲۰۰ مدل استاندارد.

## ای۳۲۱
این هواپیما شباهت زیادی با ایرباس ای-۳۲۰ دارد اما دارای بدنهٔ کشیده‌تری است و توانایی جابجایی تعداد بیشتری مسافر را دارا است. ساخت ایرباس ای-۳۲۱ از سال ۱۹۸۹ آغاز شد و نخستین بار در ۲۰ اسفند ۱۳۷۱ (۱۱ مارس ۱۹۹۳) به پرواز درآمد. این هواپیما از گروه هواپیماهای ایرباس سری ای-۳۲۰ به حساب می‌آید. دیگر هواپیماهای این سری عبارتند از: ایرباس ای۳۱۸، ایرباس ای۳۱۹ و ایرباس ای۳۲۰.
در تاریخ ۲۲ دی ماه ۱۳۹۵ به عنوان اولین هواپیمای خریداری شده ایران از شرکت ایرباس به ناوگان هوایی ایران (شرکت هما) پیوست. این هواپیما نخستین هواپیمای نو می‌باشد که بعد از ۴۰ سال توسط ایران خریداری شده‌است. هواپیمای خریداری شده از ۲ موتور CFM56-5B3/P ساخت شرکت سی‌اف‌ام اینترنشنال در زیر دو بال و با رانش هر کدام ۳۳۰۰۰ پاوند استفاده می‌کند.

### مشخصات
ایرباس ای-۳۲۱ دارای دو موتور توربوفن در زیر دو بال است.
- فاصله نوک دو بال: ۳۴٫۱ متر
- طول: ۴۴٫۵ متر
- ارتفاع: ۱۱٫۸ متر
- ظرفیت مسافر: ۲۲۰ نفر
- بیشینه سرعت: ۸۲/۰ ماخ (۸۷۰ کیلومتر بر ساعت)
- محدوده پرواز: ۴۳۰۶ کیلومتر

### مدل‌ها
- ای۳۲۱–۱۰۰ مدل ابتدایی این هواپیما.
- ای۳۲۱–۲۰۰ مدل دارای طول پرواز بیشتر و ساختار بهینه‌سازی شده.

## ای۳۱۹

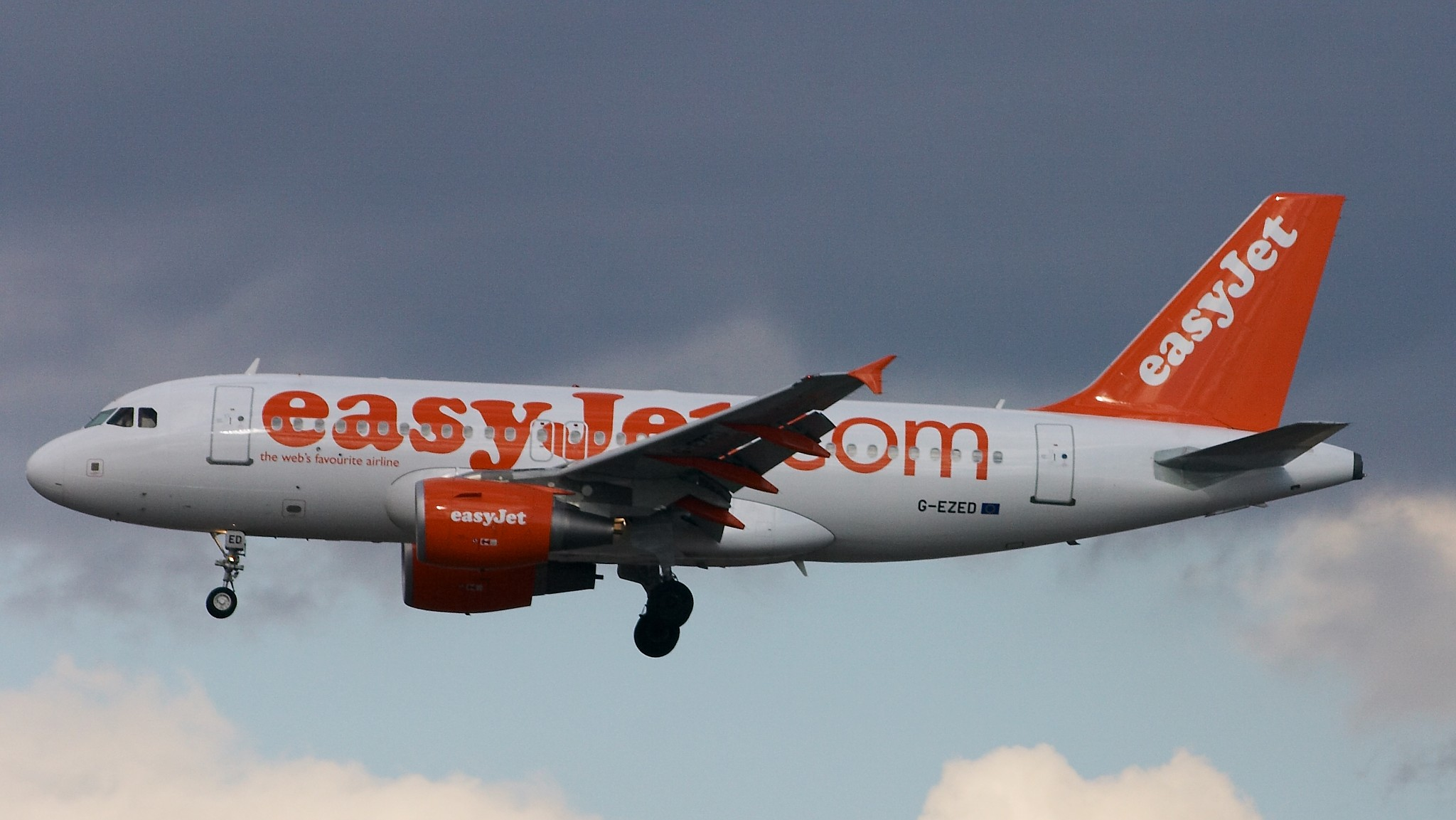
ایرباس ای۳۱۹ شرکت ایزی جت

ساخت ایرباس ای۳۱۹ از سال ۱۹۹۳ آغاز شد و نخستین بار در ۷ شهریور ۱۳۷۴ (۲۹ اوت ۱۹۹۵) در شهر هامبورگ به پرواز درآمد. اولین نمونه تجاری این هواپیما در آوریل سال بعد به خدمت شرکت هواپیمائی سوئیس ایر درآمد. این هواپیما گونه کوچکتری از هواپیماهای ایرباس ای۳۲۰ است و از گروه هواپیماهای ایرباس سری ای۳۲۰ به حساب می‌آید.

### مشخصات
ایرباس ای۳۱۹ دارای دو موتور توربوفن در زیر دو بال است.
- فاصله نوک دو بال: ۳۴٫۱ متر
- طول: ۳۳٫۸ متر
- ارتفاع: ۱۱٫۸ متر
- ظرفیت مسافر: ۱۴۵ نفر
- بیشینه سرعت: ۸۲/۰ ماخ (۸۷۰ کیلومتر بر ساعت)
- محدوده پرواز: ۳۳۹۰ کیلومتر

### مدل‌ها
- ای۳۱۹-۱۰۰ مدل پایه مسافربری
- ای۳۱۹ال‌آر مدل مسافربری برای پروازهای بین‌المللی با چهار مخزن اضافه بنزین.
- ACJ برای شرکت ACJ با ظرفیت ۵۸ مسافر و طراحی داخلی بر اساس سفارش مشتری.